# KNDS FLW
Die KNDS FLW ist eine fernbedienbare Waffenstation des deutschen Rüstungsunternehmens KNDS Deutschland. FLW bedeutet dabei Fernbedienbare Leichte Waffenstation.

## Aufbau und Technik
Die FLW wird von KNDS in drei Versionen angeboten: FLW 100, FLW 200 und FLW 200+. Alle Versionen sind sehr ähnlich aufgebaut und nutzen die gleichen Bedienpulte und Fahrzeugschnittstellen. Der Hauptunterschied ist die jeweils größere Kapazität der FLW 200(+) gegenüber der FLW 100. So ist die FLW 200 in der Lage, neben einem 7,62 × 51-mm-Maschinengewehr auch ein MG im Kaliber 12,7 × 99 mm NATO oder eine 40-mm-Granatmaschinenwaffe wie beispielsweise die HK GMW aufzunehmen. Auch kann sie mit einer Nebelmittelwurfanlage ausgestattet werden. Die Plus-Variante der FLW 200 ist darüber hinaus in der Lage, eine 20-mm-Kanone wie die Rh 202 mit 100 Schuss aufzunehmen. Da die FLW 100 ohne Bewaffnung und Munition nur rund 80 kg wiegt, ist sie insbesondere für die Ausrüstung von leichten Fahrzeugen geeignet. Die FLW 200 wiegt dagegen etwa 170 kg. Die etwa 240 kg schwere FLW 200+ erreicht ein Systemgewicht von 400 kg inklusive Kanone und Munition.
Die Bedienung der Waffenstation erfolgt aus der Fahrzeugkabine heraus über das Bedien- und Anzeigegerät (BAG) und den Richtgriff. Das BAG enthält einen Rechner und besitzt ein 12"-LC-Display sowie diverse Schalter. Der Richtgriff, der in einigen Fahrzeugen an einer Armlehne befestigt ist, ermöglicht unter anderem die Umschaltung der Vergrößerung und das Richten beziehungsweise Abfeuern der Waffe. Alle Systeme können unter gepanzertem, ABC- und Laserschutz vollständig bedient werden. Die FLW ist dazu mit einer optoelektronischen Feuerleiteinheit (FCU, engl. fire control unit) beispielsweise der LAZ 200 von Rheinmetall Defence ausgestattet. Diese Einheit enthält Tag- und Nachtsichtgeräte mit Zoomfunktion sowie einen augensicheren Laserentfernungsmesser (LEM). Der Richtbereich beträgt 360° zur Seite und −15° bis +70° in der Höhe. Eine optional verfügbare, bei der Bundeswehr vorhandene kreiselgesteuerte Waffenstabilisierung ermöglicht den Einsatz aus der Bewegung.
Die FLW bieten sich auch zur Um- oder Nachrüstung bestehender Fahrzeuge an, da keine drehenden Baugruppen der Waffenanlage in den Innenraum des Fahrzeuges ragen. So wurde beispielsweise der Prototyp des Leopard 2 PSO mit einer FLW 200 ausgerüstet.
Das Bundesamt für Wehrtechnik und Beschaffung (heute: Bundesamt für Ausrüstung, Informationstechnik und Nutzung der Bundeswehr, kurz BAAINBw) bestellte im Juli 2008 230 FLW 100 und 190 FLW 200 für die Bundeswehr.
Folgend auf eine Reportage des Magazins Focus wurde 2019 bekannt, dass auch die deutsche Bundespolizei FLW 100 zur Verlastung auf den Fahrzeugen Mowag Eagle und LAPV Enok vorgesehen hat. Diese sollen in Verbindung mit dem HK MG5A1 verwendet werden. Bis Mitte 2019 wurden 21 FLW 100 an die Bundespolizei ausgeliefert. Die so aufgerüsteten Fahrzeuge sollen hauptsächlich zum Schutz von Flughäfen eingesetzt werden.